# Strongylodon macrobotrys
Strongylodon macrobotrys A.Gray è una pianta appartenente alla famiglia delle Fabaceae endemica delle Filippine. È una popolare pianta ornamentale, nota per i suoi grappoli a cascata di vivaci fiori a forma di artiglio, di colore turchese o blu-verdastro. La coltivazione richiede un ambiente tropicale, il che la rende una scelta popolare nei giardini botanici e nelle serre. L'aspetto sorprendente della pianta e la sua distribuzione limitata contribuiscono al suo fascino tra gli amanti delle piante di tutto il mondo.

## Storia
Strongylodon macrobotrys fu descritto per la prima volta dagli esploratori occidentali nel 1841. La pianta era stata notata sui pendii nella giungla del monte Makiling, sull'isola di Luzon nelle Filippine, dai membri della spedizione esplorativa statunitense. La pianta ricevette il suo nome occidentale e fu descritta per la prima volta nella letteratura occidentale dal botanico di Harvard Asa Gray.

## Descrizione
La pianta ha steli spessi fino a 2 cm di diametro, che usa per arrampicarsi sugli alti alberi per raggiungere la luce del sole. I suoi steli possono raggiungere fino a 18 m di lunghezza. La pianta è rampicante e si avvolge sul tronco e sui rami dell'ospite.
Il suo fogliame verde chiaro si estende sulla chioma ed è disposto in modo alternato. Ogni foglia è composta da tre foglioline oblunghe con punte mucronate, la fogliolina centrale è la più grande.

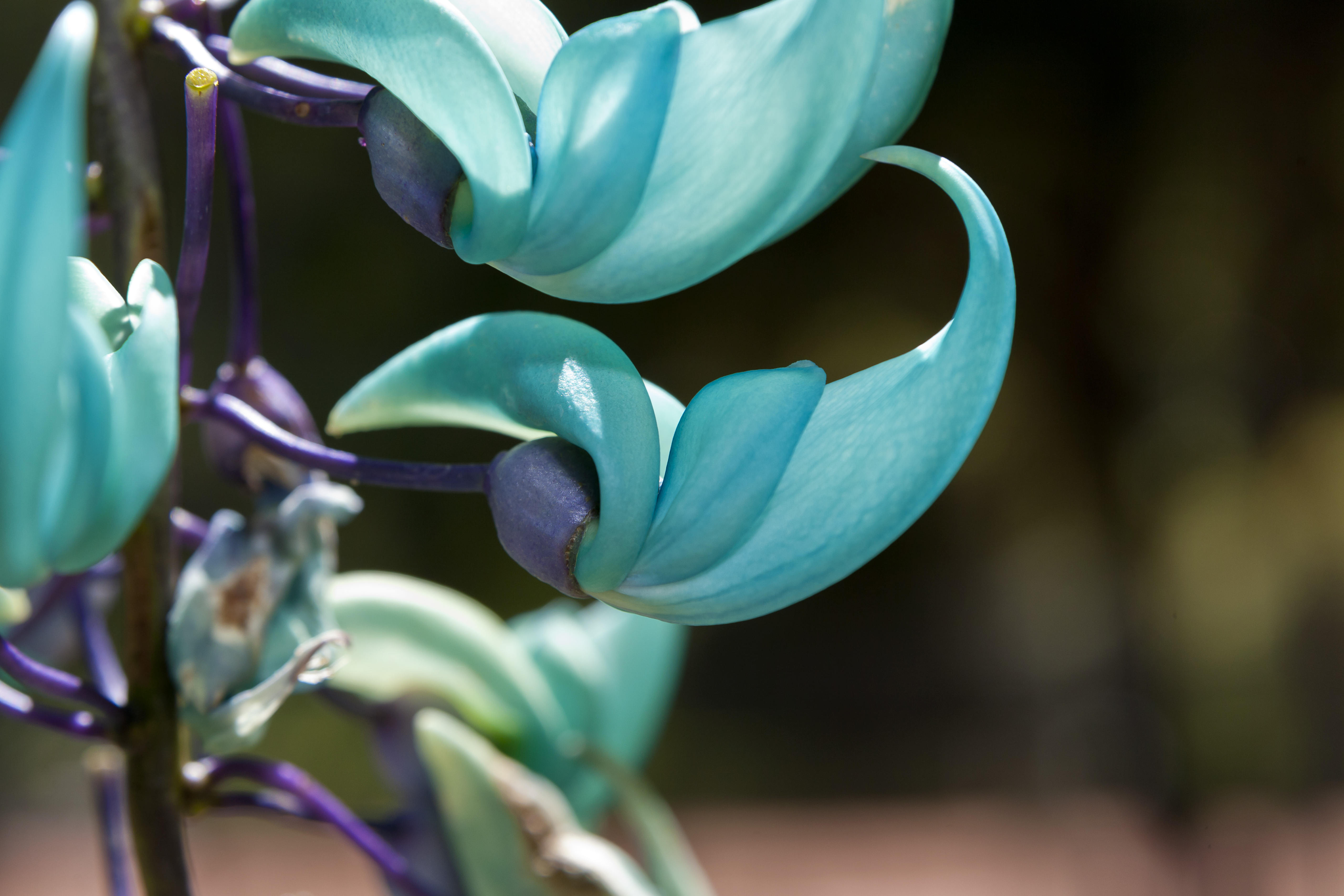
Primo piano del fiore.

I fiori, a forma di artiglio o di becco, sono portati in grappoli pendenti o pseudoracemi di 75 o più fiori che possono raggiungere anche i 3 m di lunghezza. Il colore turchese del fiore è simile ad alcune forme di minerali come il turchese e la giada, variando dal blu-verde al verde menta.
I fiori pendono come grappoli d'uva dalle infiorescenze prodotte dalle piante mature. Ogni fiore assomiglia ad una farfalla dal corpo robusto con le ali piegate; i fiori hanno sviluppato alcune modifiche che consentono loro di essere impollinati da una specie di pipistrello che si appende a testa in giù sull'infiorescenza per berne il nettare.
La loro colorazione brillante è un esempio di copigmentazione, risultato della presenza di malvina (un'antocianina) e saponarina (un glucoside flavonico) nel rapporto 1:9.

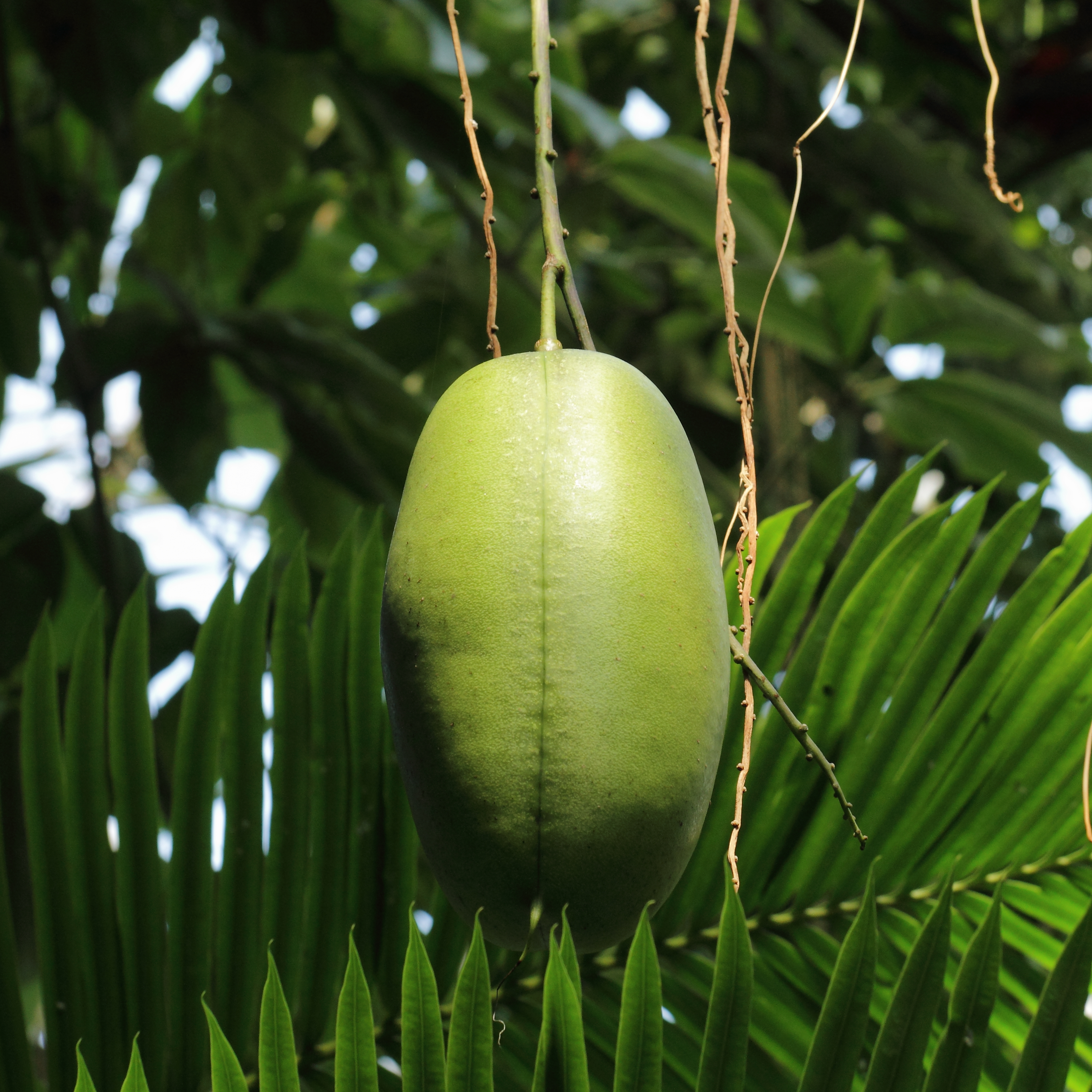
Frutto di S. macrobotrys

I baccelli oblunghi e carnosi sono lunghi fino a 15 cm e contengono fino a 12 semi. In natura, la vite di giada viene impollinata da pipistrelli, quindi deve essere impollinata manualmente quando coltivata per produrre i suoi frutti, che possono raggiungere le dimensioni di un melone. Ciò avviene presso i Kew Gardens in Inghilterra, dove la conservazione dei semi è un obiettivo costante, soprattutto di fronte alla perdita dell'habitat della foresta pluviale.

## Distribuzione e habitat
La pianta è endemica delle Filippine e cresce lungo i corsi d'acqua, nelle foreste umide o nei burroni.
La propagazione della pianta è sempre stata difficile. È considerata una specie in via di estinzione a causa della distruzione del suo habitat e della diminuzione dei suoi impollinatori naturali. È preferibile piantare la specie in un terreno vicino ad una fonte d'acqua, ma non inondato.

## Coltivazione
Strongylodon macrobotrys non tollera il gelo; necessita di una temperatura minima di 15 °C. È molto apprezzata nei giardini tropicali e subtropicali per i suoi fiori vistosi, dal colore insolito e diverso da quello di quasi tutte le altre piante. Di solito viene coltivata su un pergolato o su altri supporti alti per mettere in mostra gli spettacolari grappoli di fiori a cascata che vengono prodotti in abbondanza una volta che la vite è matura (dopo 2 anni o più, a seconda del regime di potatura). Curiosamente, su una pianta di grandi dimensioni, i fiori dai colori tenui possono essere difficili da vedere in presenza di luce solare intensa e potrebbero passare inosservati se non fosse per i fiori caduti sotto la pianta. I fiori caduti cambiano colore mentre si seccano, dal verde menta al verde-blu al viola. I baccelli contenenti i semi non si formano solitamente in coltivazione ma, imitando il comportamento degli impollinatori naturali, è possibile impollinare i fiori e produrre semi. La propagazione è possibile anche per talea.
Nelle latitudini più fredde la pianta deve essere coltivata in serre. In coltivazione la pianta fiorisce all'inizio della primavera.

## Usi
I fiori sono commestibili. La gente della sua isola nativa di Luzon li mangia come verdura in modo simile al katurai.